# Kateri Tekakwitha
Svatá Kateri Tekakwitha (1656, Auriesville – 17. dubna 1680, Kahnawake) byla indiánka z kmene Mohawků (Irokézové) a katolická laička a panna.

## Život

### Dětství
Narodila se roku 1656 ve vesnici indiánského kmene Mohawků Ossernenon blízko dnešního Auriesville ve státě New Yorku. Byla dcerou náčelníka (sačema) Želvího klanu kmene Mohawků, který vyznával tradiční irokézské náboženství. Její matka Tagascouita byla křesťanka z kmene Algonquinů, která byla zajata Mohawky a přinucena vdát se za jejich náčelníka. Dívenka dostala po narození tradiční jméno Tekakwitha, což v překladu znamená „Ta, která naráží do věcí“. Její dětství nebylo šťastné, když jí byly čtyři roky, její rodnou vesnici postihla epidemie neštovic, její rodiče zahynuli, malá Tekakwitha nemoc přežila, ale téměř oslepla a její obličej byl po zbytek života zjizvený. Matka jí však před smrtí stačila sdělit základní poučení o křesťanství. Poté žila ve vesnici Caughnawaga u svého strýce, mohawského lovce a rolníka. Učila se dovednostem indiánských dívek, jako bylo zpracování kůží, pletení košíků a pěstování kukuřice či tykví na poli. V této době se poprvé setkala s Evropany, holandskými obchodníky, z pevnosti Albany, kteří s Mahawky obchodovali.
Roku 1666, když bylo Tekakwithě 10 byli Mohawkové a ostatní kmeny Irokézů napadeni Francouzi a jejich spojeneckými Indiány. Dívka a její rodina museli uprchnout před nepřáteli do lesů a jejich vesnice i pole byly zničeny. Tímto útokem donutili Francouzi Irokéze (k nímž patřili i Mohawkové) k uzavření míru.

### Misionáři u Irokézů
Podmínkou míru mimo jiné bylo, aby Irokézové ve svých osadách přijali francouzské misionáře z řádu jezuitů. Jezuité se snažili indiánům vyjít vstříc a zdůrazňovali paralely mezi křesťanstvím a tradičními náboženskými systémy. Např. pro Království nebeské používali tradiční mohawské slovo karonhià, označující mytický horní svět, kde přebývají duchové zemřelých (obdoba známých Věčných lovišť v náboženství prérijních Indiánů). Tekakwithin adoptivní otec nebyl misionářům moc nakloněný, protože záhy po svém příchodu obrátili na křesťanství jeho nejstarší dceru a odvedli ji do misie Sault-Saint-Louis v Kahnawake poblíž Montréalu. Nyní nechtěl ztratit Tekakwithu, a proto jí zakázal s misionáři stýkat.
Roku 1669 byli Mohawkové napadeni algonkinskými kmeny z Nové Anglie (šlo o několik kmenů, jež Francouzi nazývali jednotně Loups – vlci). Tekakwitha a ostatní dívky pomáhaly při obraně vesnice a společně s misionářem Jeanem Pierronem ošetřovaly raněné bojovníky. Když byli Algonkiné poraženi, Mohawkové jich několik zajali a umučili u kůlů ve své vesnici, přestože se jim v tom Jean Pierron snažil zabránit. Jezuita umírající zajatce u kůlů alespoň pokřtil. Nedlouho poté slavili Mohawkové Slavnost mrtvých, společnou pro všechny Irokézy. Při tomto obřadu byli exhumováni všichni zemřelí za posledních 10 let, lidé se s nimi podruhé loučili a vyprovázeli jejich duše na pouť do horního světa karonhià. Do vesnice Caughnawaga přišli na slavnost lidé z dalších irokézských skupin – Oneidové a Onondagové se svým náčelníkem Garakontiém. Otec Pierron kritizoval Slavnost mrtvých a pokusil se Irokézy obrátit na křesťanství. Mohawkové ho odmítli, ale Onongadové se svým náčelníkem ho vyslechli. Náčelník Garakontié se dal nedlouho poté pokřtít.
Mladí muži neměli o Tekakwithu přílišný zájem kvůli její zjizvené tváři. Strýc se ji pokusil provdat, ale Tekakwitha to trvale odmítala.

### Konverze ke křesťanství
Když roku 1675 do vesnice Caughnawagy přišel misionář Jacques de Lamberville, dívka se začala klonit ke křesťanství. Po určité zkušební době strávené vysvětlováním principů věrouky byla pokřtěna roku 1676 na Velikonoční neděli a dostala jméno Kateri (Kateřina) podle Svaté Kateřiny Sienské. Složila slib panenství a ještě několik měsíců žila ve své rodné vesnici. V roce 1677 odešla do misie Sault-Saint-Louis v Kahnawake nedaleko Montréalu v Kanadě. Jezuité byly překvapeni jejím chováním a znalostí křesťanské víry. Pojmenovali jí "Mohawská lilie" (Lys des Mohawks). Věnovala se ručním pracím, zemědělství a modlitbám za mír mezi osadníky a jednotlivými kmeny původních obyvatel. Zemřela 17. dubna 1680 v misii Kahnawake ve 24 letech následkem vyčerpání z předvelikonočního půstu, který podkopal její křehké zdraví.

## Svatořečení
Blahořečena byla 22. června 1980 papežem Janem Pavlem II. a svatořečena 21. října 2012 papežem Benediktem XVI. Je uctívána jako patronka sirotků, severoamerických indiánů, ekologie a environmentalismu. K jejím atributům patří lilie a želva.